# Pselliophora bakeri
Pselliophora bakeri är en tvåvingeart som beskrevs av Alexander 1925. Pselliophora bakeri ingår i släktet Pselliophora och familjen storharkrankar. Inga underarter finns listade i Catalogue of Life.